# Het Schone Schijnekenhuis
Het Schone Schijnekenhuis was een eenmalig satirisch en kritisch televisieprogramma rond de Olympische Spelen in China. Het werd uitgezonden op 2 augustus 2008 om 22.10 uur door de VARA op Nederland 1. De titel is een verwijzing naar het Holland Heineken House. De teksten werden geschreven door Jeroen van Merwijk en Erik van Muiswinkel.
De VARA bepleitte met dit programma geen boycot van de Olympische Spelen maar vroeg aandacht voor de schendingen van de mensenrechten in China.

## Rolverdeling
- Erik van Muiswinkel - Henk van Zon, Charles van Commenée (chef de mission)
- Ellen Pieters - Lulu Andere Wang (persiflage op Lulu Wang)
- Patrick Stoof - televisiekok Yan
- Diederik van Vleuten - Dolf Beekman, Nederlands ambassadeur in China
- Niek Barendsen - Edwin den Draayer, Radio 538-diskjockey
- Paul Groot als Freek de Jonge
- Dolf Jansen - gevangene
- Owen Schumacher - gevangene
- Wimie Wilhelm - barjuffrouw
- Cees Geel als Attila de Hun
- Pieter Bouwman als Mao Zedong
- Joep van Deudekom als Jozef Stalin
- Sanne Wallis de Vries als Fanny Blankers-Koen
- Hadewych Minis als Ada Kok
- Jack Wouterse als Erica Terpstra
- Nico van der Knaap als Hein Verbruggen
- Alex Klaasen als Jeroen van der Boom